# Carlos Linneo

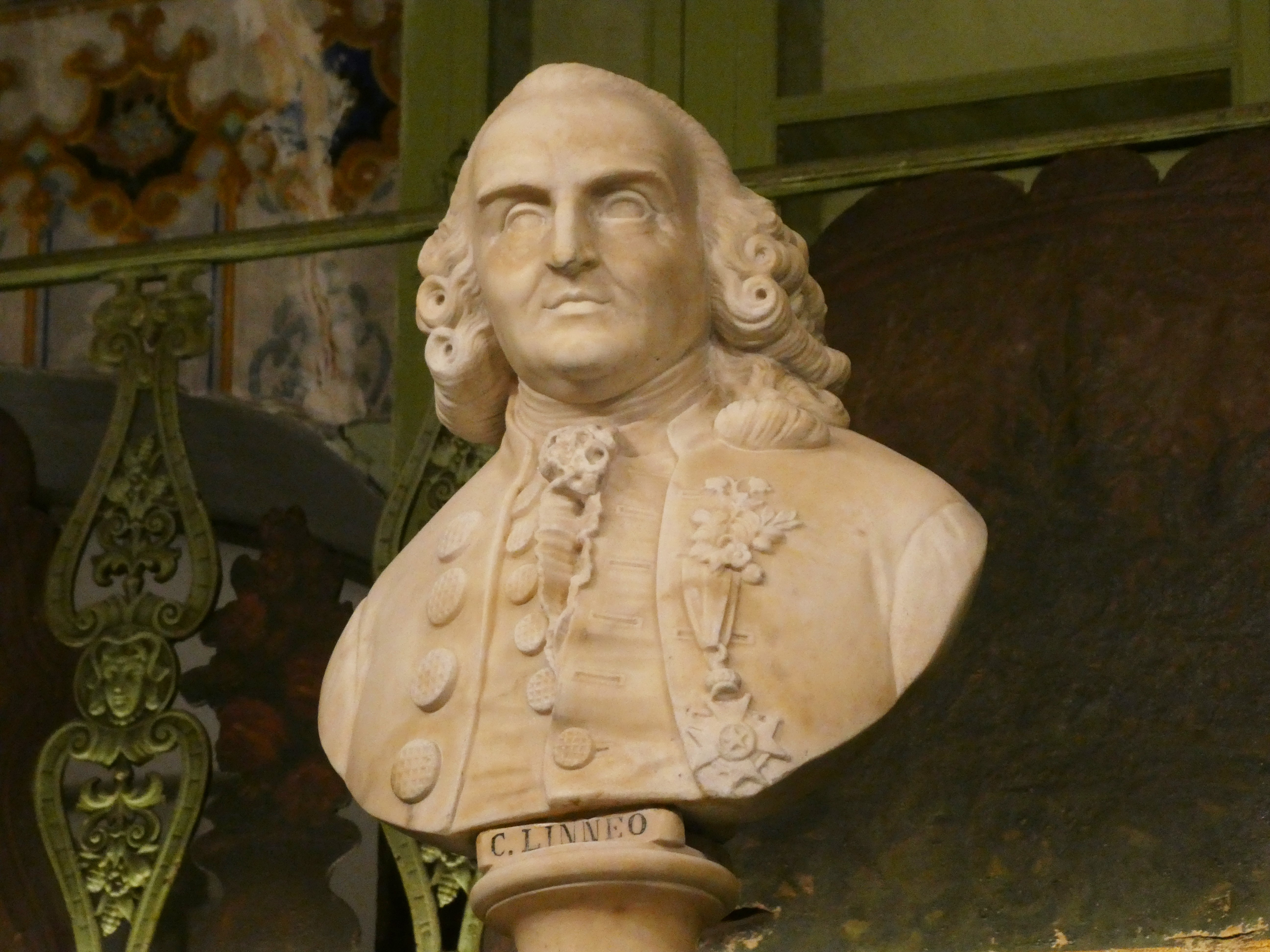
Escultura de C. Linneo, en la Herboristeria del Rei, en Barcelona, España.

Carlos Linneo (en sueco: Carl Nilsson Linnæus, latinizado como Carolus Linnæus) (Råshult, 23 de mayo de 1707-Upsala, 10 de enero de 1778), conocido después de su ennoblecimiento como Carl von Linné, fue un científico, naturalista, botánico, médico y zoólogo sueco.
Considerado el creador de la clasificación de los seres vivos o taxonomía, Linneo desarrolló un sistema de nomenclatura binomial (1735) que se convertiría en clásico, basado en la utilización de un primer término, con su letra inicial escrita en mayúscula, indicativa del género, y una segunda parte, correspondiente al epíteto específico de la especie descrita, escrita en letra minúscula. Por otro lado, agrupó los géneros en familias, las familias en clases, las clases en tipos (fila) y los tipos en reinos. Se le considera como uno de los padres de la ecología.
Linneo nació en la región rural de Råshult, al sur de Suecia. Su padre, Nils, fue el primero de su estirpe en adoptar un apellido permanente; previamente, los antepasados utilizaban el sistema de nombres basados en el patronímico, como era tradicional en los países escandinavos. Inspirándose en un tilo, que había en las tierras de la familia, Nils escogió el nombre Linnaeus, como forma latinizada de lind, «tilo» en idioma sueco. Linneo realizó una gran parte de sus estudios superiores en la Universidad de Upsala y, hacia 1730, empezó a dar conferencias de botánica. Vivió en el extranjero entre 1735-1738, donde estudió y publicó una primera edición de su Systema naturæ en los Países Bajos. De regreso a Suecia se convirtió en profesor de botánica en Upsala. Durante las décadas de 1740, 1750 y 1760 realizó varias expediciones a través de Suecia para recolectar y clasificar plantas, animales y minerales, y publicó varios volúmenes sobre el tema. En el momento de su muerte, era reconocido como uno de los científicos más importantes en toda Europa.
El filósofo Jean-Jacques Rousseau le envió el mensaje: «Dígale que no conozco a un hombre más grande en la tierra». El escritor alemán Johann Wolfgang von Goethe escribió: «Con la excepción de William Shakespeare y Baruch Spinoza, no conozco a nadie, entre los que ya no viven, que me haya influido más intensamente». El autor sueco August Strindberg escribió: «Linneo era en realidad un poeta que se convirtió en naturalista». Entre otros cumplidos, Linneo fue llamado «Princeps Botanicorum» («Príncipe de Botánicos»), «El Plinio del Norte» y «El Segundo Adán». Asimismo, es considerado héroe nacional de Suecia.
Sus restos, enterrados en Upsala, son considerados el tipo nomenclatural (simbólico) para la especie Homo sapiens.

## Biografía

### Primeros años

#### Infancia

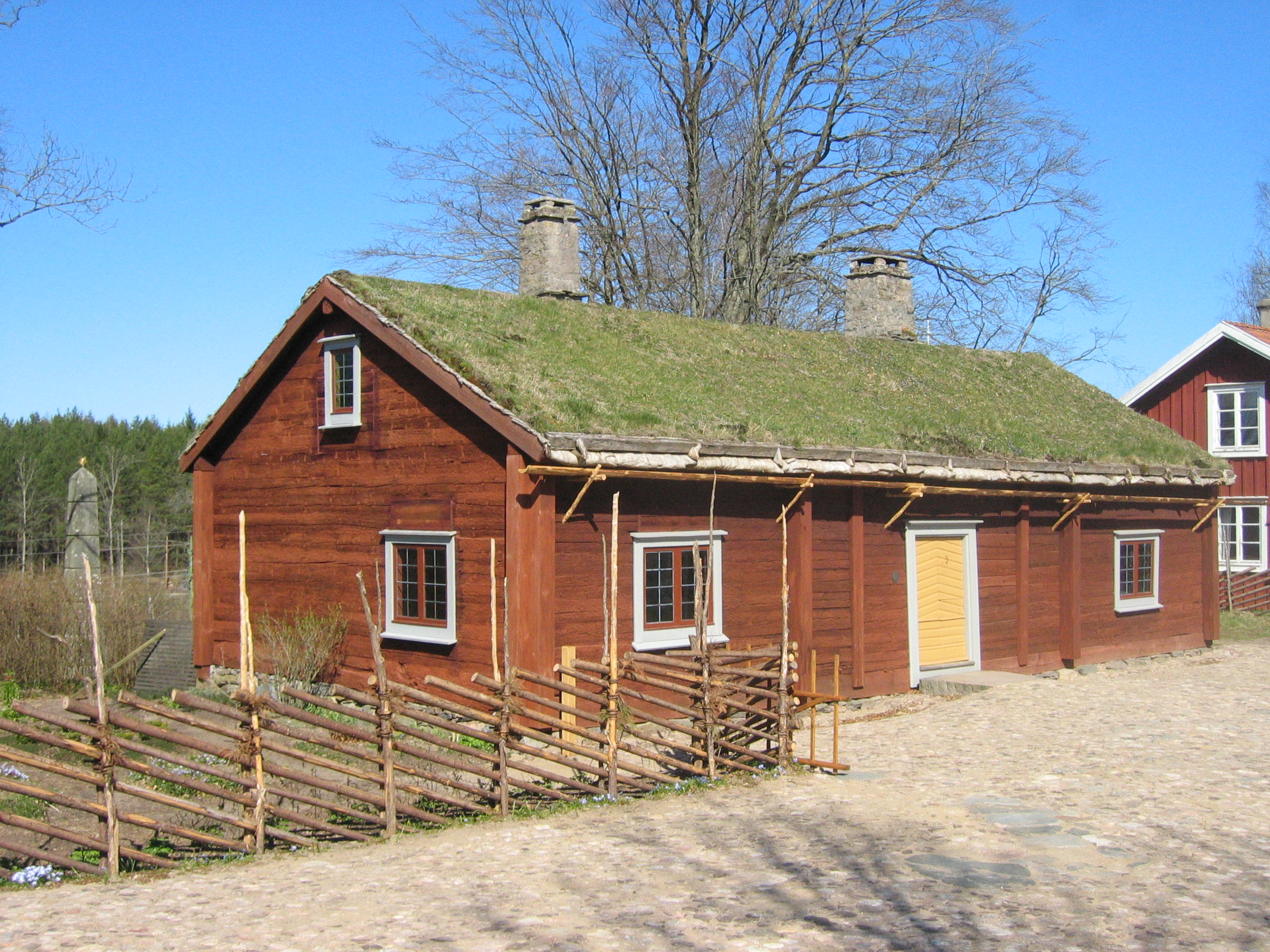
Casa natal de Linneo, en Råshult.

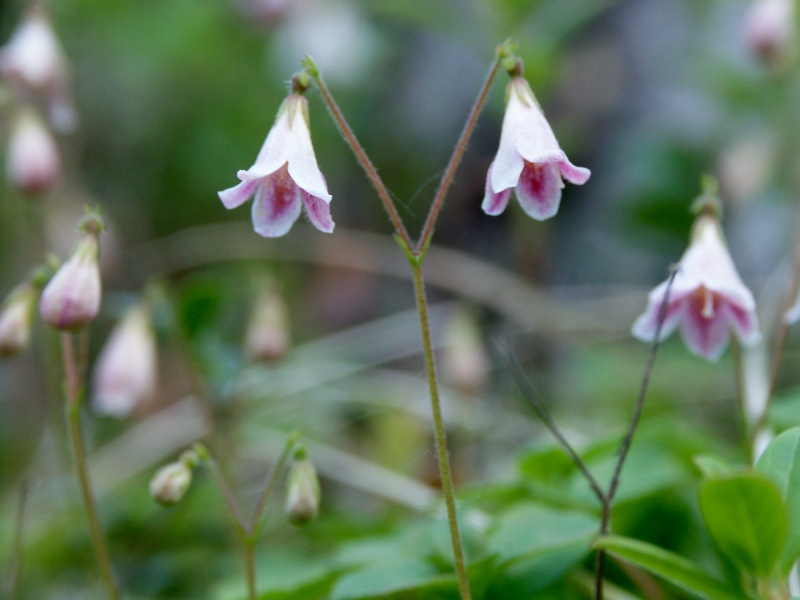
El interés temprano de Linneo por las flores se refleja en su trabajo, la Linnaea borealis, que se convertiría en un emblema personal.

Carlos Nilsson Linneo nació en Råshult, Esmolandia, Suecia, el 23 de mayo de 1707. Fue el primogénito de Nils Ingemarsson Linnaeus (1674-1748) y de Christina Brodersonia (1688-1733). Los antepasados de Nils habían sido campesinos o sacerdotes durante muchas generaciones. Su padre, Nils, era pastor luterano del pequeño pueblo de Stenbrohult, en Esmolandia, y botánico aficionado. Su madre, Christina, era la hija del rector de Stenbrohult, Samuel Brodersonius. Posteriormente a Carlos, nacieron tres hijas y otro hijo, Samuel, que sucedería finalmente a su padre como rector en Stenbrohult y escribiría un manual sobre apicultura. Un año después del nacimiento de Carlos Linneo, murió su abuelo, Samuel Brodersonius, y su padre, Nils, se convirtió en el rector de Stenbrohult. Así, Linneo y sus padres se trasladaron a la rectoría, dejando la casa del pastor donde habían vivido.
Incluso en sus primeros años, Linneo parecía mostrar una atracción por las plantas y las flores en particular. Cuando estaba preocupado o enfadado, le daban una flor, e inmediatamente se calmaba. Nils pasaba mucho tiempo en su jardín y a menudo mostraba flores a Linneo, enseñándole sus nombres. Pronto, Linneo tuvo su propia parcela de tierra en el jardín de su padre, donde podía cultivar plantas.

#### Educación básica
Su padre comenzó a enseñarle desde pequeño latín, religión y geografía, pero, cuando Linneo cumplió siete años, consideró que era mejor que tuviera un educador. Sus padres eligieron  a Johan Telander, el hijo de un «husbonde» local (un terrateniente menor). Telander no era apreciado por Linneo, quien más tarde escribiría en su autobiografía que Telander «era mejor extinguiendo el talento de un niño que desarrollándolo». Dos años después de que hubiera comenzado la enseñanza, fue enviado al Instituto elemental en Växjö. Linneo raramente estudiaba; en cambio, a menudo se iba al campo para buscar plantas. Sin embargo, consiguió llegar al último año de la escuela elemental cuando tenía quince años, en 1722. Este curso era impartido por el director de escuela primaria Daniel Lannerus, quien estaba interesado por la botánica. Lannerus se dio cuenta del interés de Linneo por esta y le dio clases en su jardín. También le presentó a Johan Rothman, que era el doctor estatal de Esmolandia y profesor en el Gimnasio de Växjö. Rothman, que para ser doctor en aquella época también era botánico, profundizó el interés de Linneo por la botánica y le ayudó a desarrollar un interés por la Medicina.
Después de haber pasado los últimos siete años en un instituto, Linneo entró en el Gimnasio de Växjö en 1724. Allí se estudiaba principalmente teología, griego, hebreo y matemáticas, un currículo diseñado para alguien que aspirara a ser ministro religioso. En el último año en el gimnasio, Nils, el padre de Carlos Linneo, visitó a sus profesores para preguntarles cómo estaban progresando sus estudios; para su sorpresa, la mayoría de ellos le dijo que «Linneo nunca sería un buen estudiante». Sin embargo, Rothman estaba convencido y sugería que Linneo podría tener un futuro en medicina. Rothman también se ofreció a dar casa a Linneo en Växjö y enseñarle fisiología y botánica. Nils aceptó esta oferta.

### Universidad

#### Lund
Rothman mostró a Linneo que la botánica era un tema serio y no un simple entretenimiento. Le enseñaba a clasificar plantas según el sistema de Tournefort. Linneo también se formó sobre la sexualidad de las plantas según Sébastien Vaillant. En 1727, con 21 años, se matriculó en la Universidad de Lund, en Escania. Linneo tuvo tutoría y alojamiento del doctor local Kilian Stobaeus. Allí podía usar la biblioteca del doctor, que tenía muchos libros sobre botánica, y contaba con acceso libre a las conferencias que impartía el propio Stobaeus. En su tiempo libre, exploraba la flora de Escania junto con los estudiantes que compartían los mismos intereses.

#### Upsala
En agosto de 1728, Linneo decidió irse a la Universidad de Upsala por consejo de Rothman, quien creía que sería la mejor elección tanto si quería estudiar medicina como botánica. Rothman basaba esta recomendación en los dos profesores que enseñaban en la facultad médica de Upsala: Olof Rudbeck el Joven y Lars Roberg. Tanto Rudbeck como Roberg habían sido indudablemente buenos profesores, pero en aquella época ya eran mayores y estaban poco interesados en enseñar. Rudbeck, por ejemplo, dejó de dar conferencias en público, y permitía que otras personas menos preparadas lo hicieran por él; así, las conferencias sobre botánica, zoología, farmacología y anatomía no se impartían en su mejor nivel. En Upsala, Linneo encontró un nuevo benefactor, Olof Celsius, profesor de teología y botánico aficionado. Olof recibió a Linneo en su casa y le dio entrada en su biblioteca, que era una de las bibliotecas botánicas más completas de Suecia.
En 1729, Linneo escribió la tesis Praeludia sponsaliorum plantarum sobre la sexualidad de las plantas. Esto llamó la atención de Olof Rudbeck, quien, en mayo de 1730, seleccionó a Linneo para empezar a dar clases en la universidad, aunque este era solo un estudiante de segundo año. Las conferencias eran muy populares y Linneo podía encontrarse hablando para una audiencia de 300 personas. En junio, se trasladó de la casa de Celsius a la de Rudbeck para hacer de tutor y enseñar a los tres hijos más pequeños de los 24 que tenía. Su amistad con Celsius no disminuyó y continuaron yendo juntos a expediciones botánicas. Durante aquel invierno, Linneo empezó a dudar del sistema de clasificación de Tournefort y decidió crear uno propio. Su plan consistía en dividir las plantas por el número de estambres y pistilos; comenzó a escribir unas cuantas anotaciones que más tarde se convertirían en libros, como, por ejemplo, Genera plantarum y Critica botanica. También produjo el libro Adonis Uplandicus, relativo a las plantas cultivadas en su jardín.
El anterior ayudante de Rudbeck, Nils Rosen, regresó a la Universidad en marzo de 1731 con un grado en Medicina. Rosen empezaba a dar clases de anatomía e intentaba hacerse cargo de las conferencias de botánica de Linneo; sin embargo, Rudbeck le detuvo. Hasta diciembre, Rosen hizo la tutoría de Linneo en Medicina. En diciembre, Linneo, por un «desacuerdo» con la mujer de Rudbeck, tuvo que salir de su casa, si bien la relación con Rudbeck al parecer quedó indemne. Aquella Navidad, Linneo regresó a casa en Stenbrohult para visitar a sus padres por primera vez en aproximadamente tres años. Los sentimientos de su madre por él se habían enfriado desde que había decidido no hacerse pastor, pero, cuando vio que estaba enseñando en la Universidad, se complació.

## Expedición a Laponia

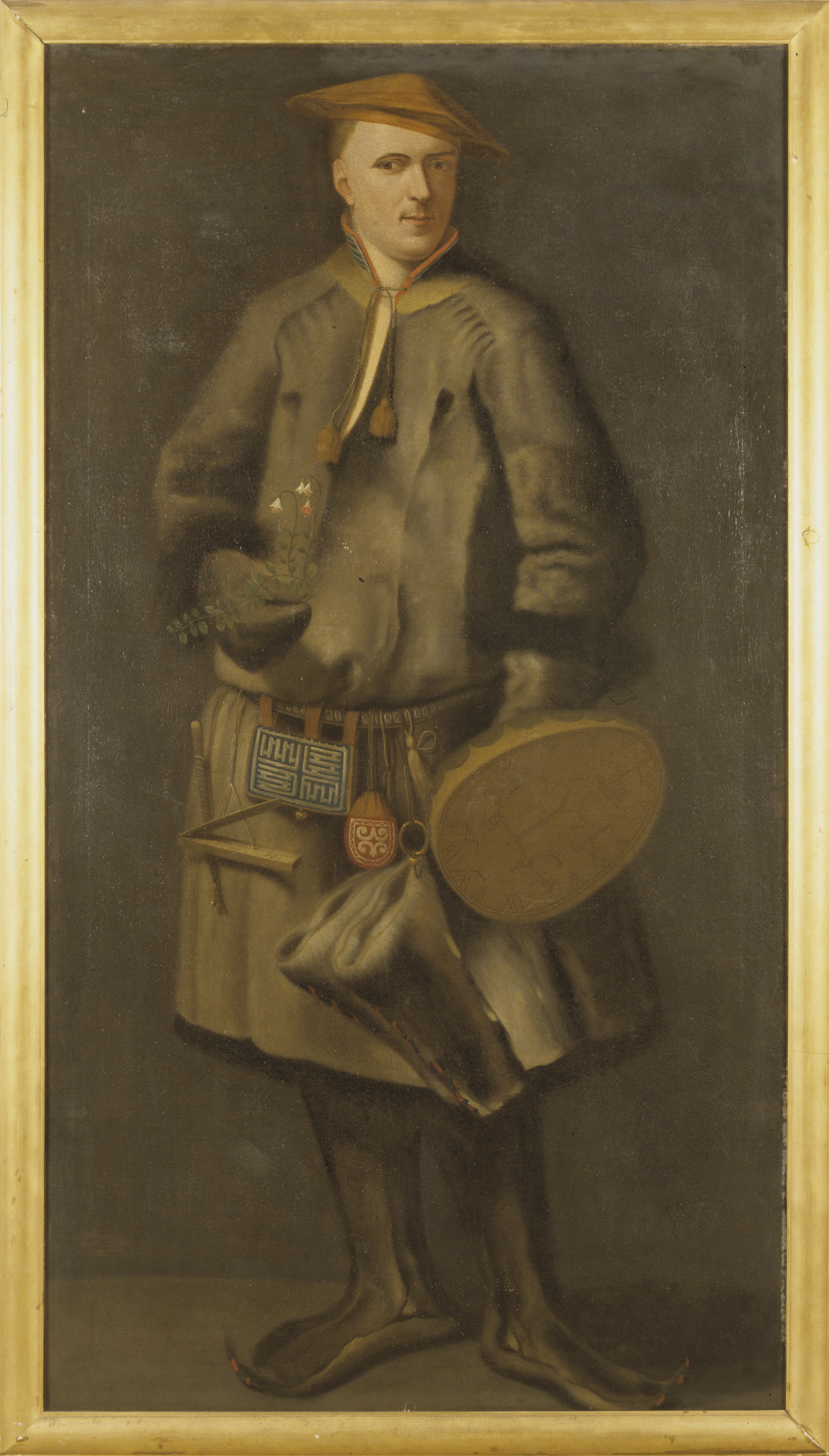
Linneo en traje tradicional de Sami en Laponia. Martin Hoffman, 1737.

Cuando Linneo visitó a sus padres, les explicó su plan de ir a Laponia, un viaje que Rudbeck había hecho una vez, pero los resultados habían sido destruidos en un incendio en 1702. La esperanza de Linneo era encontrar nuevas plantas, animales y, posiblemente, valiosos minerales. También sentía curiosidad por las costumbres de los nativos Sami, unos pastores de renos nómadas que deambulaban por las grandes tundras de Escandinavia. En abril de 1732, se le otorgó a Linneo una subvención de la Real Sociedad de Ciencias de Upsala para costear la expedición.
Linneo comenzó su viaje el 22 de mayo. Lo hizo a pie y a caballo, llevando con él su diario, manuscritos botánicos y ornitológicos y hojas para herborizar plantas. Le llevó once días llegar a su primer objetivo, Umeå, desmontando en el camino para examinar una flor o una roca. Estaba especialmente interesado en los musgos y líquenes, un elemento importante de la alimentación del reno, animal común en Laponia. Después, llegó a Gävle, donde encontró grandes cantidades de Campanula serpyllifolia, una planta rastrera y perenne que se convertiría en la favorita de Linneo, más tarde rebautizada como Linnaea borealis.
Después de estar en Gävle, Linneo se dirigió hacia Lycksele, una ciudad más alejada de la costa de lo que había estado hasta entonces, examinando patos en el camino. Después de cinco días, llegó a la ciudad, donde se alojó en casa del pastor y su esposa. A principios de junio, volvió a Umeå, después de haber pasado algunos días en Lycksele, donde aprendió más sobre las costumbres de los sami. Desde Umeå, se trasladó al norte, a las montañas escandinavas, pasando por Old Luleå, donde recibió un sombrero de mujer lapona. Cruzó la frontera con Noruega en Sørfold, a unos 300 km de Old Luleå. Posteriormente, se fue a Kalix y, a mitad de septiembre, comenzó su viaje de regreso a Upsala a través de Finlandia y cogiendo el barco hacia Turku. Llegó el 10 de octubre, habiendo realizado en total un viaje de seis meses de duración y unos 2000 km, durante el cual reunió y observó una innumerable cantidad de plantas, aves y rocas. Aunque Laponia era una región sin mucha biodiversidad, Linneo encontró y describió un centenar de plantas previamente desconocidas. Sus descubrimientos serían más tarde la base del libro Flora lapponica. En 1734, Linneo viajó a Dalarna al frente de un pequeño grupo de estudiantes. El viaje fue financiado por el gobernador de Dalarna para catalogar recursos naturales conocidos y descubrir otros nuevos, pero también para que los resultados quedasen recogidos en Røros junto con las actividades de minería noruegas.

## Excursiones europeas

### Doctorado
De regreso a Upsala, las relaciones de Linneo con Nils Rosen empeoraron y amablemente aceptó una invitación del estudiante Claes Sohlberg para pasar las vacaciones navideñas con su familia en Falun. El padre de Sohlberg era un inspector de minería y llevó a Linneo a visitar las minas próximas a Falun. El padre de Sohlberg sugirió a Linneo llevarse a su hijo a los Países Bajos y continuar enseñándole allí por un sueldo anual. En aquella época, Países Bajos era uno de los lugares más venerados para estudiar historia natural y un lugar habitual para que los suecos hicieran su doctorado. Linneo, que estaba interesado en ambos, aceptó.
En abril de 1735, Linneo y Sohlberg se fueron a los Países Bajos. Linneo obtuvo el grado de Doctor en Medicina en la Universidad de Harderwijk. En el camino, hizo parada en Hamburgo, donde ambos tuvieron un encuentro con el alcalde, quien orgullosamente les mostró una maravilla de la naturaleza que poseía: los restos embalsamados de una hidra de Lerna de siete cabezas. Linneo enseguida vio que era falsa: se habían pegado mandíbulas y pies de comadrejas y piel de serpientes. La procedencia de la hidra hizo pensar a Linneo que había sido fabricada por monjes para representar la Bestia de la Revelación. Aunque esto podía haber preocupado al alcalde, Linneo hizo públicas sus observaciones, y el sueño del alcalde de vender la hidra por una suma enorme se arruinó completamente. Temiendo su ira, Linneo y Sohlberg se fueron rápidamente de Hamburgo.
Cuando Linneo llegó a Harderwijk, inmediatamente comenzó a realizar sus estudios de grado. Primero, presentó una tesis sobre la causa de la malaria que había escrito en Suecia. A continuación, defendió su tesis en un debate público. El próximo paso fue un examen oral y diagnosticar a un paciente. Tras menos de dos semanas, obtuvo su graduación y se convirtió en doctor a los 28 años. Durante el verano, Linneo encontró un amigo de Upsala, Peter Artedi. Antes de salir de Upsala, Artedi y Linneo habían decidido que, si uno de ellos muriera, el superviviente debería terminar el trabajo del otro. Diez semanas después, Artedi se ahogó en uno de los canales de Ámsterdam, y su manuscrito inacabado sobre la clasificación de los peces quedó en manos de Linneo para completarlo.

#### Publicación deSystema naturæ

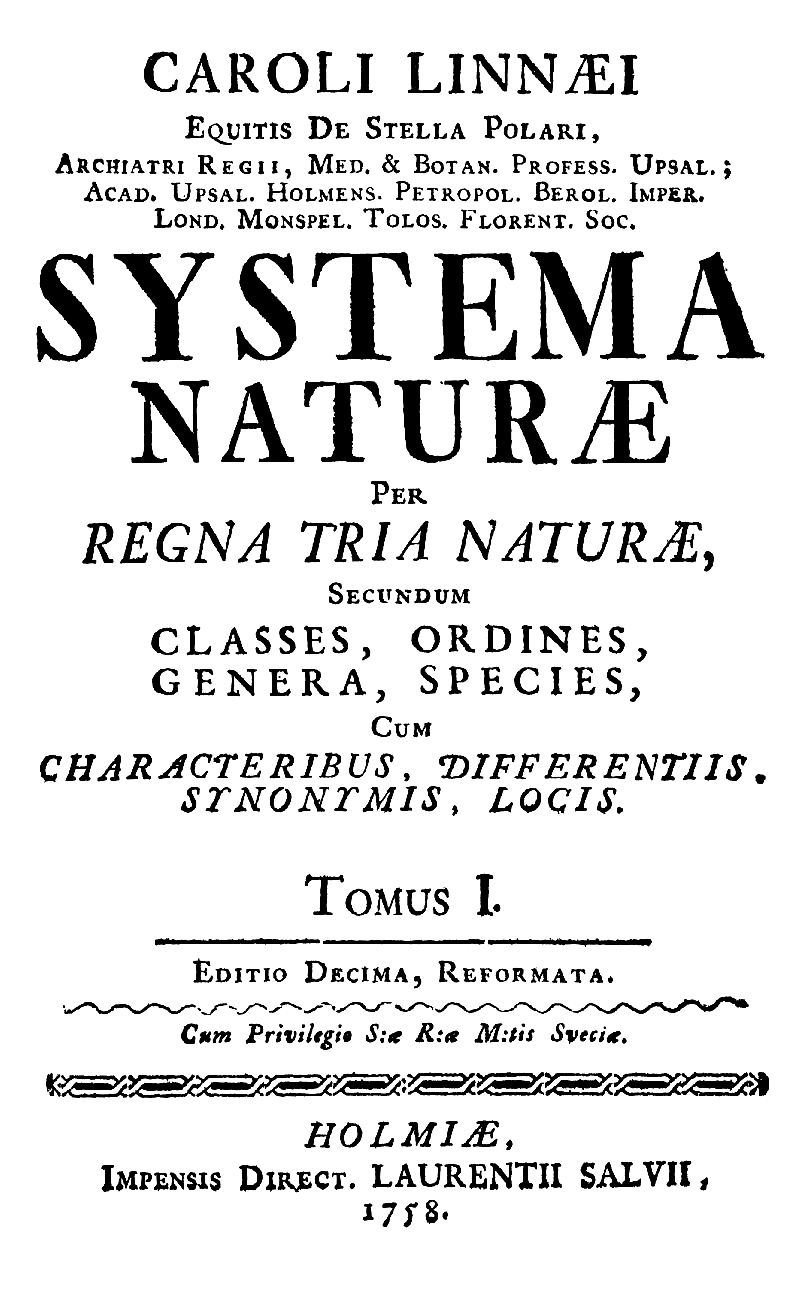
Portada de la décima edición de Systema naturæ de Linneo (1758).

Uno de los primeros científicos que Linneo conoció en los Países Bajos fue Jan Frederik Gronovius, a quien mostró uno de los manuscritos que había traído consigo desde Suecia. El manuscrito describía un sistema nuevo de clasificación de las plantas. Cuando Gronovius lo vio, quedó muy impresionado, ofreciéndose a ayudarle a costear su impresión. Con una contribución monetaria adicional del doctor escocés Isaac Lawson, el manuscrito se publicó bajo el nombre de Systema naturæ. Linneo se familiarizó con uno de los médicos y botánicos más respetados de los Países Bajos, Herman Boerhaave, quien intentó convencerle de que hiciera carrera en su país. Boerhaave le ofreció un viaje a Sudáfrica y América, pero Linneo se excusó manifestando que no soportaba el calor. Boerhaave le sugirió visitar al botánico Johannes Burman, lo que Linneo hizo. Tras la visita de Carlos Linneo, Burman quedó impresionado por el saber de su invitado y decidió que Linneo se quedaría con él durante el invierno. Durante su estancia, Linneo ayudó a Burman con su Thesaurus Zeylanicus. Burman también ayudó a Linneo con los libros en que estaba trabajando: Fundamentos Botanica y Bibliotheca Botanica.
Su título completo es Systema naturæ per regna tria naturæ, secundum classes, ordines, genera, species, cum characteribus, differentiis, synonymis, locis, traducido como: «Sistema natural, en tres reinos de la naturaleza, según clases, órdenes, géneros y especies, con características, diferencias, sinónimos, lugares». La décima edición de este libro está considerada el punto de partida de la nomenclatura zoológica.

#### George Clifford
En agosto, durante su estancia con Burman, Linneo conoció a George Clifford III, un director de la Compañía de la India Oriental Neerlandesa y propietario de un jardín botánico cerca de Hartecamp, en Heemstede. Clifford estaba muy impresionado con la habilidad de Linneo para clasificar plantas y le invitó a convertirse en su médico y encargado de su jardín. Linneo ya había aceptado quedarse con Burman durante el invierno y no podía aceptar inmediatamente la invitación. Sin embargo, Clifford se ofreció a compensar a Burman ofreciéndole una copia de la Historia Natural de Jamaica de Sir Hans Sloane, un libro raro, si Linneo aceptaba quedarse con él. Burman aceptó. El 24 de septiembre de 1735, Linneo se convirtió en el conservador botánico y médico personal de Hartecamp, libre para comprar cualquier libro o planta que quisiera.
En julio de 1736, Linneo viajó a Inglaterra, a costa de Clifford. Se fue a Londres para visitar a Sir Hans Sloane, un coleccionista de Historia Natural, y observar su colección. Otra razón para su viaje a Inglaterra era visitar Chelsea Physic Garden y su conservador, Philip Miller. Presentó a Miller su nuevo sistema de clasificación de plantas que estaba descrito en Systema naturæ. Miller se impresionó y desde entonces comenzó a disponer el jardín botánico según el sistema de Linneo. Linneo también se fue a la Universidad de Oxford para visitar al botánico Johann Jacob Dillenius. Fracasó en conseguir que Dillenius aceptara públicamente su nuevo sistema de clasificación. Entonces volvió a Hartecamp, llevándose muchos especímenes raros de plantas. Al año siguiente, publicó Genera Plantarum, en el que describía 935 géneros de plantas de manera breve y que fue complementado posteriormente con Corollarium Generum Plantarum, con sesenta géneros más. Su trabajo en Hartecamp condujo a la publicación de un nuevo libro, Hortus Cliffortianus, un catálogo de los holdings herbarios y de los botánicos de Hartecamp, escrito en nueve meses, completado en julio de 1737 pero no publicado hasta 1738.
Linneo se quedó con Clifford en Hartecamp hasta el 18 de octubre de 1737, cuando se marchó a Suecia. Las enfermedades y la amabilidad de los amigos holandeses hicieron que se quedara algunos meses más en Países Bajos. En mayo de 1738, se fue a Suecia otra vez. En el camino se detuvo en París alrededor de un mes, visitando a botánicos como Antoine de Jussieu. Tras su regreso, Linneo nunca volvió a marcharse de Suecia.

### Regreso a Suecia

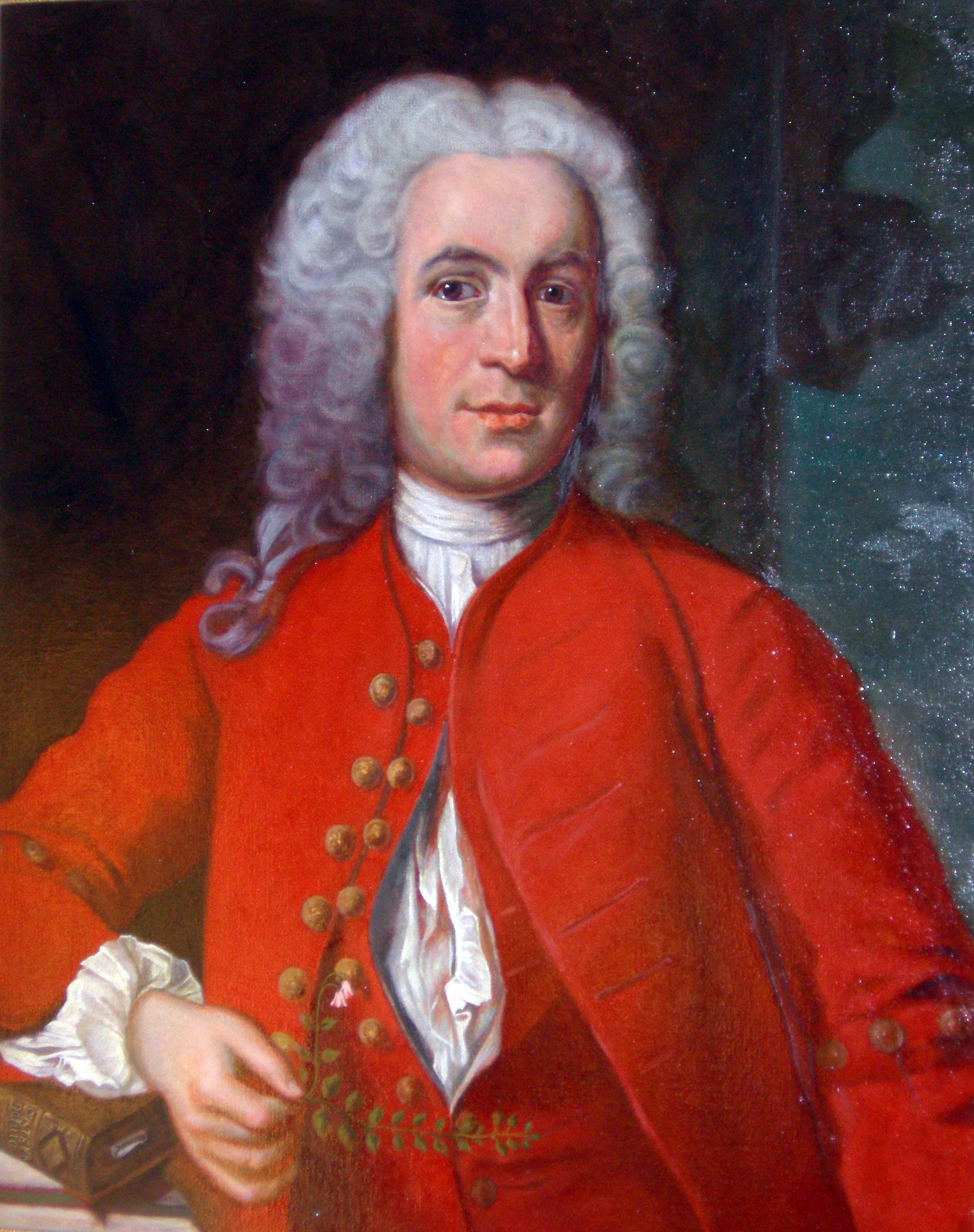
Retrato de Linneo durante su boda con Sara Elisabeth Moraea.

Cuando Linneo regresó a Suecia, el 28 de junio de 1738, se fue a Falun, donde fue contratado por Sara Elisabeth Moraea. Tres meses más tarde, se trasladó a Estocolmo para encontrar trabajo como médico y así poder mantener a su familia. Una vez más, Linneo contactó con el conde Carl Gustav Tessin, quien le ayudó a tener trabajo como médico en el Almirantazgo. Durante esta estancia en Estocolmo, Linneo ayudó a fundar la Real Academia Sueca de Ciencias, convirtiéndose en el primer praeses (presidente) de la academia por sorteo.
Cuando su economía había mejorado y ya era suficiente para tener una familia, consiguió permiso para casarse con su prometida, Sara Elisabeth Moræa. La boda se celebró el 26 de junio de 1739. Siete meses más tarde, Sara daba a luz a su primer hijo, Carl. Dos años más tarde, nacía una hija, Elisabeth Christina, y, el siguiente año, Sara tenía a Sara Magdalena, que murió a los 15 días. Sara y Linneo tendrían más tarde otros cuatro hijos: Lovisa, Sara Christina, Johannes y Sophia. Johannes falleció antes de cumplir los tres años. En mayo de 1741, Linneo era nombrado profesor de Medicina en la Universidad de Upsala, inicialmente con responsabilidad sobre temas relacionados con la Medicina. Pronto cambió el puesto con otro profesor de Medicina, Nils Rosen, y así consiguió la responsabilidad sobre el jardín botánico (que reconstruiría minuciosamente y expandiría), botánica e historia natural. En octubre de ese mismo año, su esposa e hijo mayor de nueve años se trasladaron a vivir con él en Upsala.

### Exploración complementaria de Suecia

#### Olandia y Gotlandia
Diez días después de ser nombrado profesor, inició una expedición a las provincias isleñas de Öland y Gotlandia, con seis estudiantes de la universidad, para buscar plantas útiles en medicina. Primero viajaron a Öland, donde estuvieron hasta el 21 de junio, en que se embarcaron hacia Visby. Linneo y los estudiantes se quedaron en Gotlandia alrededor de un mes, volviendo a continuación a Upsala. Durante esta expedición, descubrieron unas 100 especies de plantas aún no registradas. Las observaciones de la expedición fueron posteriormente publicadas en Öländska och Gothländska Reza, escrito en sueco. Como en el caso de Flora lapponica, el libro contiene tanto observaciones zoológicas como botánicas, así como observaciones sobre la cultura en Olandia y Gotlandia. Durante el verano de 1745, Linneo publicó dos libros más: Flora Suecica y Fauna Suecica. Flora Suecica era un libro estrictamente botánico, mientras que Fauna Suecica era zoológico. Anders Celsius había creado la escala de temperatura que lleva su nombre en 1742; la escala Celsius funcionaba inversamente a como la conocemos hoy; el punto de ebullición del agua era 100 °C y el punto de fusión 0 °C. En 1745, Linneo invirtió la escala, dándole su formato actual.

#### Vestrogotia
Durante el verano de 1746, Linneo volvió a ser comisionado por el Gobierno para que hiciera una expedición, esta vez en la provincia sueca de Vestrogotia. Salió desde Upsala el 12 de junio y volvió el 11 de agosto. En la expedición, su principal compañero era Erik Gustaf Lidbeck, un estudiante que le había acompañado en su viaje previo. Linneo describió los descubrimientos de la expedición en el libro Wästgöta-Reza, publicado al año siguiente. Después de regresar de viaje, el Gobierno decidió que Linneo debería aceptar otra expedición en la provincia meridional de Escania. Este viaje se aplazó debido a la gran cantidad de trabajo que tenía Linneo. En 1747, se le otorgó el título de arquiatre, o médico principal del rey sueco Adolf Federico, un cargo de gran prestigio. El mismo año fue elegido miembro de la Academia de Ciencias de Berlín.

#### Escania
En la primavera de 1749, Linneo pudo finalmente viajar a Escania, por encargo del gobierno, acompañado por su estudiante Olof Söderberg. En el camino a Escania, hizo la última visita a sus hermanos y hermanas en Stenbrohult desde la muerte de su padre el año anterior. La expedición era similar a los viajes previos en la mayoría de los aspectos, pero esta vez también se le ordenó que encontrara el mejor lugar de cultivo para nogales y mostajo sueco. Estos árboles serían utilizados por los militares para fabricar rifles. El viaje tuvo éxito y las observaciones de Linneo fueron publicadas el año siguiente en Skånska resan («El viaje a Escania»).

### Rector de la Universidad de Upsala
En 1750, Linneo se convertía en rector de la Universidad de Upsala, comenzando un período en el que específicamente se apreciaban las ciencias naturales. Quizás la contribución más importante de Linneo durante su permanencia en Upsala fue la enseñanza; muchos de sus estudiantes viajaron a diversos lugares del mundo para recoger muestras botánicas. Linneo llamaba a los mejores de estos estudiantes «sus apóstoles». Sus clases eran normalmente muy populares y las impartía a menudo en el jardín botánico. Intentaba enseñar a los estudiantes a pensar y no confiar en nadie, ni siquiera en él. Incluso más populares que las conferencias, eran las excursiones botánicas realizadas todos los sábados durante el verano, en las que Linneo y sus estudiantes exploraban la flora y la fauna de las proximidades de Upsala.

#### Publicación deSpecies Plantarum
Linneo publicó Philosophia Botanica en 1751. El libro contenía un estudio completo del sistema de taxonomía que Linneo había estado usando en sus trabajos anteriores. También contenía información sobre cómo redactar un diario de viajes y cómo mantener un jardín botánico.
En 1753, Linneo publicó Species Plantarum, que fue aceptado internacionalmente como el comienzo de la nomenclatura botánica moderna junto con su trabajo anterior Systema naturæ. El libro, que describía más de 7300 especies, tenía 1200 páginas y se publicó en dos volúmenes. El mismo año, fue nombrado caballero de la Orden de la Estrella Polar por el rey. Linneo era el primer civil en Suecia en convertirse en un caballero de esta orden. Desde entonces, raramente dejó de lucir la distinción.

#### Ennoblecimiento

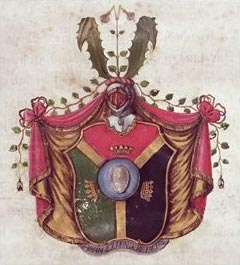
Escudo de armas tras el ennoblecimiento de Linneo.

Linneo sentía que Upsala era demasiado ruidosa e insalubre y compró dos granjas en 1758: Hammarby y Sävja. Al año siguiente, adquirió una granja vecina, Edeby. Junto con su familia, pasaba los veranos en Hammarby, al principio en una casa pequeña, que fue ampliada en 1762 con un nuevo edificio principal más grande. En Hammarby, Linneo construyó un jardín donde cultivar plantas que no podían cultivarse en el jardín botánico de Upsala. En 1766, comenzó a construir un museo en una colina detrás de Hammarby, adonde trasladó su biblioteca y una colección de plantas. La razón del traslado fue un incendio que destruyó casi un tercio de Upsala y amenazó la residencia de Linneo. Hoy en día, esta residencia forma parte de un caserío cerca de Upsala, conocido en sueco como «Linnés Hammarby».
Desde la publicación inicial de Systema naturæ en 1735, el libro había sido ampliado y reimpreso varias veces; la décima edición, que salió a luz en 1758, fue establecida posteriormente como el punto de partida para la nomenclatura zoológica, el equivalente de Species Plantarum. El rey sueco Adolfo Federico le otorgó un título nobiliario en 1757, pero no fue efectivo hasta 1761. Tomó el nombre de «Carl von Linné». El escudo de armas nobiliario de la familia presenta, de forma preeminente, una Linnaea, una de las plantas favoritas de Linneo, y a la que Gronovius dio el nombre científico de Linnaea borealis en su honor. El escudo de armas se divide en tercios: rojo, negro y verde, por los tres reinos de la naturaleza (animal, mineral y vegetal) en la clasificación de Linneo; en el centro hay un huevo «para denotar la Naturaleza, que es continuada y perpetuada in ovo».

### Últimos años

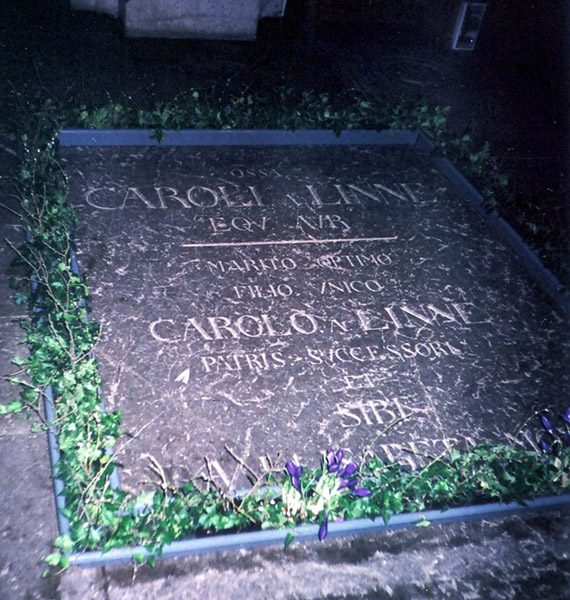
Tumba de Carlos Linneo junto con su hijo Carlos Linneo el Joven en la Catedral de Upsala.

Linneo fue relevado de sus obligaciones en la Real Academia Sueca de Ciencias en 1763, pero continuó su trabajo con normalidad durante más de diez años. En diciembre de 1772, dimitió como rector de la Universidad de Upsala, principalmente porque su salud estaba empezando a empeorar. Los últimos años de Linneo fueron duros debido a su salud; en 1764 sufrió una enfermedad llamada la fiebre de Upsala, a la que sobrevivió gracias al cuidado de Rosen; padeció ciática en 1773, y al año siguiente tuvo un ataque de apoplejía que lo dejaría parcialmente paralítico. En 1776, sufrió un segundo ataque de apoplejía que le hizo perder el uso de su lado derecho y que le afectó a su memoria; si bien todavía era capaz de admirar sus propios escritos, no podía reconocer que él fuera el autor.
En diciembre de 1777, tuvo otro ataque de apoplejía que lo debilitó profundamente, causándole la muerte el 10 de enero de 1778 en Hammarby. A pesar de que quería ser enterrado en Hammarby, se le dio sepultura en la Catedral de Upsala el 22 de enero. Su biblioteca y las colecciones quedaron para su viuda Sara y sus hijos. Tiempo antes, el botánico inglés sir Joseph Banks había querido comprar la colección, pero Carl se negó, trasladándola a Upsala. Sin embargo, al morir Carl en 1783, Sara intentó vender a los Banks la colección; no obstante, esta ya no les interesaba, por lo que fue adquirida por un conocido suyo, James Edward Smith, un estudiante de Medicina de 24 años, que se hizo con la colección completa: 14 000 plantas, 3198 insectos, 1564 conchas, aproximadamente 3000 cartas y 1600 libros. Smith formó la Linnean Society of London cinco años más tarde.

## Taxonomía

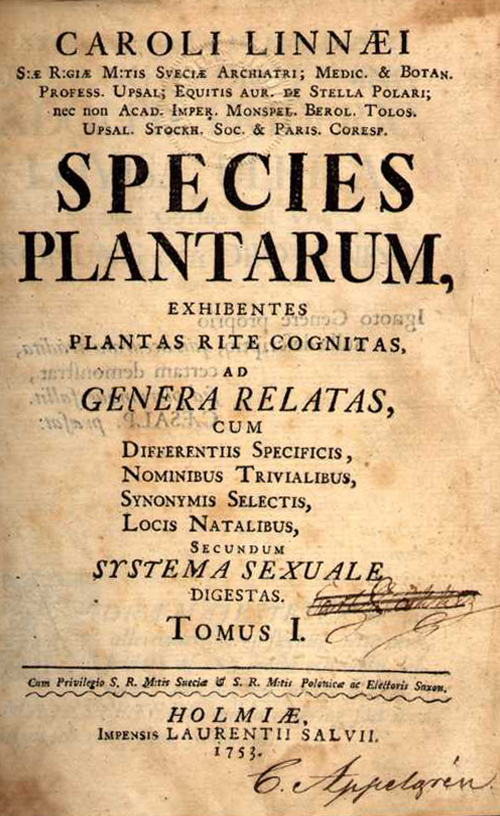
Portada de la obra de Linneo Species Plantarum (1753), la primera Flora de la taxonomía moderna. Dos años antes había publicado el marco de referencia teórico en el que explicaba los principios con los que construyó esta Flora, Philosophia Botanica (1751). Las dos obras fueron publicadas en latín, el idioma universal de la época.

Las investigaciones iniciales de Linneo en botánica lo impulsaron a introducir una nueva clasificación de las plantas basada en su aparato reproductor pero advirtió que el nuevo sistema era insuficiente.
En 1731 creó un sistema de nomenclatura binomial para clasificar a los seres vivos: la primera palabra indicaba el género, a la que seguía el epíteto específico. Asimismo, fue quien agrupó los géneros en familias, estas en clases y las clases en reinos.
Este sistema le permitió tipificar y clasificar más de 8 000 especies animales y 6 000 vegetales. En 1753 publicó «Las especies de las plantas» (Species Plantarum), obra que dio comienzo a la nomenclatura moderna en biología.
Por esa razón fue considerado el creador de la taxonomía, pese a los trabajos pioneros de J. P. de Tournefort (1656-1708) y John Ray (1686-1704) con su Historia plantarum generalis.
Fue también el primero en utilizar el símbolo ♂ (el escudo y la lanza de Marte), y ♀ (el espejo de Venus) para indicar respectivamente macho y hembra.

## La concepción de Linneo del ser humano
Según el biólogo alemán Ernst Haeckel, la pregunta sobre el origen del hombre comenzó con Linneo. Describió a los humanos tal y como describía cualquier otra planta o animal, ayudando a la futura investigación de la historia natural del hombre. Linneo fue el primero en colocar a los humanos en un sistema de clasificación biológica. Ubicaba a los humanos bajo Homo sapiens, entre los primates, en la primera edición del Systema naturæ. Durante su estancia en Hartecamp, tuvo la oportunidad de examinar algunos monos, identificando algunas similitudes entre ellos y el hombre. Señalaba que las dos especies básicamente tienen la misma anatomía, y no encontraba ninguna otra diferencia con la excepción del habla. Por lo tanto, colocó al hombre y a los monos bajo la misma categoría, Antropomorpha, término que significa «de forma humana». Esta clasificación recibió críticas de otros botánicos, como Johan G. Wallerius y Jacob Theodor Klein, que creían que los humanos no podían colocarse bajo la categoría «de forma humana». También les preocupaba que se pusieran al mismo nivel que los monos, bajando al hombre de una posición espiritualmente más alta. La clasificación como tal también suponía otro problema para las personas religiosas. La Biblia dice que el hombre fue creado a imagen de Dios, y, si se relacionaban monos y humanos, se interpretaría que los monos también representaban la imagen de Dios, lo que muchos no podían aceptar.
Después de esta crítica, Linneo entendía que necesitaba explicarse más claramente. En la décima edición de Systema naturæ (1758), introdujo nuevos términos, incluyendo Mammalia y Primates, este último reemplazando a Antropomorpha. La clasificación nueva recibió menos críticas, pero muchos historiadores naturalistas sentían que, al ser una mera parte de la naturaleza, el ser humano había sido degradado desde su posición anterior, en la que ocupaba un puesto de gobierno. No obstante, Linneo creía que el hombre, biológicamente, pertenecía al reino animal, y que así debería ser. En su libro Dieta Naturalis decía: «Uno no debería descargar su ira sobre los animales, la teología decreta que el hombre tiene alma y que los animales son meros autómatas mecánicos, pero creo que sería mejor enseñar que los animales tienen alma y que la diferencia está en la nobleza».
Linneo también añadió una segunda especie de Homo en Systema naturæ, Homo troglodytes u hombre de las cavernas. Esta inclusión estaba basada en la descripción e ilustración de Bontius (1658) de una mujer indonesia o malaya y la descripción de un orangután. La mayoría de estas especies humanas nuevas se basaban en mitos o cuentos de gente que afirmaba haber visto algo similar a un humano. La mayoría de estos cuentos se aceptaban científicamente, y, en las primeras ediciones de Systema naturæ aparecían incluidos muchos animales míticos, como la hidra, kraken, fénix, sátiro y unicornio. Linneo los ponía bajo la categoría Paradoja; según el historiador sueco Gunnar Broberg fue para ofrecer una explicación natural y desmitificar el mundo de la superstición. Un ejemplo de ello es que Linneo no se conformó con solo clasificar, sino que también trató de averiguar, por ejemplo, si Homo troglodytes existía realmente, por lo que pidió a la Compañía Sueca de Comercio de la India Oriental que buscara un ejemplar. Solicitó que, si no lo encontraban, al menos obtuviesen señales de su existencia. Broberg cree que las nuevas especies humanas descritas por Linneo eran de hecho monos o personas nativas que vestían con pieles para asustar a los colonos, y que la descripción de su aspecto fue exagerándose hasta llegar a Linneo.
En 1771, Linneo publicó otro nombre para un primate no humano en el género Homo, Homo lar, actualmente Hylobates lar (Linnaeus, 1771), el gibón de manos blancas.

## Obras principales
(la fecha indica la primera edición)
- Præludia sponsaliarum plantarum (1729)
- Fundamenta botanica quae majorum operum prodromi instar theoriam scientiae botanices per breves aphorismos tradunt (1732)
- Systema naturæ (1735-1770) [Systema naturæper regna tria naturæ, secundum classes, ordines, genera, species, cum characteribus, differentiis, synonymis, locis], con 13 ediciones corregidas y aumentadas.
  - Linnaeus, C. (1758). Systema naturæ: per regna tria naturaæ, secundum classes, ordines, genera, species, cum characteribus, differentiis, synonymis, locis. (en latín). Tomo 1. Editio Decima Reformata. 1-824. Holmiæ (Estocolmo): Impensis Direct Laurentii Salvii. Disponible en Biodiversitas Heritage Library. doi:10.5962/bhl.title.542.
  - Linnaeus, C. (1766). Systema naturæ: per regna tria natura, secundum classes, ordines, genera, species, cum characteribus, differentiis, synonymis, locis (en latín). Tomo 1 Parte 1. Ed. 12, reformata. Holmiæ (Estocolmo): Impensis Direct Laurentii Salvii. Disponible en Biodiversitas Heritage Library. doi:10.5962/bhl.title.68927.
- Fundamenta botanica (1735)
- Bibliotheca botanica (1736) [Bibliotheca botanica recensens libros plus mille de plantis huc usque editos secundum systema auctorum naturale in classes, ordines, genera et species]
- Critica botanica (1736)
- Genera plantarum (Ratio operis) (1737)
- Corollarium generum plantarum (1737)
- Flora lapponica (1737) [Flora lapponica exhibens plantas per Lapponiam Crescentes, secundum Systema Sexuale Collectas in Itinere Impensis]
- Ichthyologia (1738), en que publicó los trabajos de Peter Artedi, fallecido accidentalmente.
- Classes plantarum (1738), en Bibliotheca Augustana
- Hortus Cliffortiana (1738)
- Philosophia botanica (1751)
- Metamorphosis plantarum (1755)
- Flora svecica exhibens plantas per Regnum Sveciae crescentes (1755)
- Animalium specierum, Leyde: Haak, (1759)
- Fundamentum fructificationis (1762)
- Fructus esculenti (1763)
- Fundamentorum botanicorum partes I et II (1768)
- Fundamentorum botanicorum tomoi (1787)

## Eponimia
Además de numerosas referencias botánicas y zoológicas con su nombre, se tiene que:
- El cráter lunar Linné lleva este nombre en su memoria.[110]
- El asteroide (7412) Linnaeus también conmemora su nombre.

## Distinciones honoríficas
- Comendador de la Orden de la Estrella Polar (Reino de Suecia).

#### Biografías
- Cecilia Lucy Brightwell: A life of Linnaeus. Londres, 1858
- Florence Caddy: Through the fields with Linnaeus. 2 volúmenes, Londres, 1887
- Theodor Magnus Fries: Linné: . 2 volúmenes, Estocolmo, 1903
- Edward Lee Greene: Carolus Linnaeus. Filadelfia, 1912
- Benjamin D. Jackson: Linnaeus. Londres, 1923
- Lisbet Koerner: Linnaeus: Nature and Nation. Harvard University Press 1999. ISBN 0-674-00565-1
- Richard Pulteney: A General View of the Writings of Linnaeus. Londres, 1781
- Dietrich Heinrich Stöver: The Life of Sir Charles Linnaeus. Londres, 1794
- Brightwell, C. L. A Life of Linnaeus. Londres: J. Van Voorst, 1858.
- Hovey, Edmund Otis. The Bicentenary of the Birth of Carolus Linnaeus. Nova York: New York Academy of Sciences, 1908.
- Sörlin & Fagerstedt, Linné och hans lärjungar, 2004. ISBN 91-27-35590-X[1]
- J.L.P.M.Krol, Linnaeus' verblijf op de Hartekamp A: Het landgoed de Hartekamp in Heemstede. Heemstede, 1982. ISBN 90-70712-01-6

#### Sobre la recepción de su obra
- A. J. Boerman: Carolus Linnaeus. A Psychological Study. A: Taxon. Volumen 2, no. 7, octubre 1953, p. 145–156. doi 10.2307/1216487
- Felix Bryk: Promiskuitat der Gattungen als Artbildender Faktor. Zur zweihundertsten Wiederkehr des Erscheinungsjahres der fünften Auflage von Linnes Genera plantarum (1754). A: Taxon. Volumen 3, no. 6, septiembre 1954), p. 165–173. doi 10.2307/1215954
- John Lewis Heller: Linnaeus's Hortus Cliffortianus. A: Taxon. Volumen 17, no. 6, diciembre 1968, p. 663–719. doi 10.2307/1218012
- John Lewis Heller: Linnaeus's Bibliotheca Botanica. A: Taxon. Volumen 19, no. 3, junio 1970, p. 363–411. doi 10.2307/1219065
- James L. Larson: Linnaeus and the Natural Method. A: Isis. Volumen 58, no. 3, otoño 1967, p. 304–320
- James L. Larson: The Species Concept of Linnaeus. A: Isis. Volumen 59, no. 3, otoño 1968, p. 291–299
- E. G. Linsley, R. L. Usinger: Linnaeus and the Development of the International Code of Zoological Nomenclature. A: Systematic Zoology. Volumen 8, no. 1, marzo 1959, p. 39–47. doi 10.2307/2411606
- Karl Mägdefrau: Geschichte der Botanik. Gustav Fischer Verlag: Stuttgart 1992, p. 61–77. ISBN 3-437-20489-0
- Staffan Müller-Wille, Karen Reeds: A translation of Carl Linnaeus’s introduction to Genera plantarum. A: Studies in History and Philosophy of Science Part C: Studies in History and Philosophy of Biological and Biomedical Sciences. Volumen 38, no. 3, septiembre de 2007, p. 563–572. doi doi:10.1016/j.shpsc.2007.06.003
- Staffan Müller-Wille: Collection and collation: theory and practice of Linnaean botany. A: Studies in History and Philosophy of Science Part C: Studies in History and Philosophy of Biological and Biomedical Sciences. Volumen 38, no. 3, septiembre de 2007, p. 541–562. doi 10.1016/j.shpsc.2007.06.010
- Peter Seidensticker: Pflanzennamen: Überlieferung, Forschungsprobleme, Studien. Franz Steiner Verlag: 1999. ISBN 3-515-07486-4
- W. T. Stearn: The Background of Linnaeus's Contributions to the Nomenclature and Methods of Systematic Biology. A: Systematic Zoology. Volumen 8, no. 1, marzo 1959,p. 4–22. doi 10.2307/2411603